# Partia Jedności Narodowej (Kenia)
Partia Jedności Narodowej (w jęz. suahili Chama cha Umoja wa Kitaifa) – kenijska partia polityczna stworzona na bazie Narodowej Tęczowej Koalicji. Partia ta ma charakter centroprawicowy i demokratyczny. Lojalna wobec prezydenta Mwai Kibakiiego. W wyborach 2007 zajęła drugie miejsce za ODM.